# チャイム
チャイムは、鐘の音のような音を出す装置またはその音のことをいう。

## 概要
時刻を知らせるためのチャイムは一般に時計と連動した機械である。
音を鳴らして何かを知らせることから転じて、イベントやニュース（定時ではなく速報や報道特別番組）などを知らせるジングル（ほとんどはブザー音）もチャイムと呼ぶこともある。
日本語では、振鈴（しんれい）と呼ばれることがある。ただし、厳密に言うと一般的なチャイムのことではなく他の使い方で呼ばれることが多い。
チャイムの用途
チャイムの用途は大きく分けると2つになる。詳細を以下に記す。
- 1つ目の用途は、一定の離れた場所にいる人を呼び出すことである。ドアチャイムや、ファミリーレストランなどでテーブルに置かれるコードレスチャイムはこの用途で用いられる。
- 最後に2つ目の用途は、特定の時刻を広く知らせることである。この用途のチャイムは学校や会社などに設置され、始業や終業、時報などを合図する。

## 時報としてのチャイム
音による時報の合図は、日本では671年に天智天皇が製作した「漏刻」（水時計）で時刻を知らせるために鐘鼓を打ち鳴らしたのが最初だといわれている。近代になってからは、寺院の梵鐘（いわゆる時の鐘）や空砲・電鈴（ベル）・サイレン（手回しサイレン・モータサイレン）なども用いられていた。この方法では手間がかかり自動化が望まれ、時報時計（ベルタイマー）が開発された。この時計自体にはチャイム機能はなく、電源周波数に同期して回るモーターで時を刻む電気時計、または停電補償対応する機種は電池式振子時計、電気の供給が不安定だった1930年代は交流電源による自動巻の振子時計を使用していた。動作時刻は時刻設定の大歯車に長さ1センチほどのピンを挿し、24時間制で5分ごとに数秒から数十秒ベルを鳴らす設定が可能な時間スイッチであった。

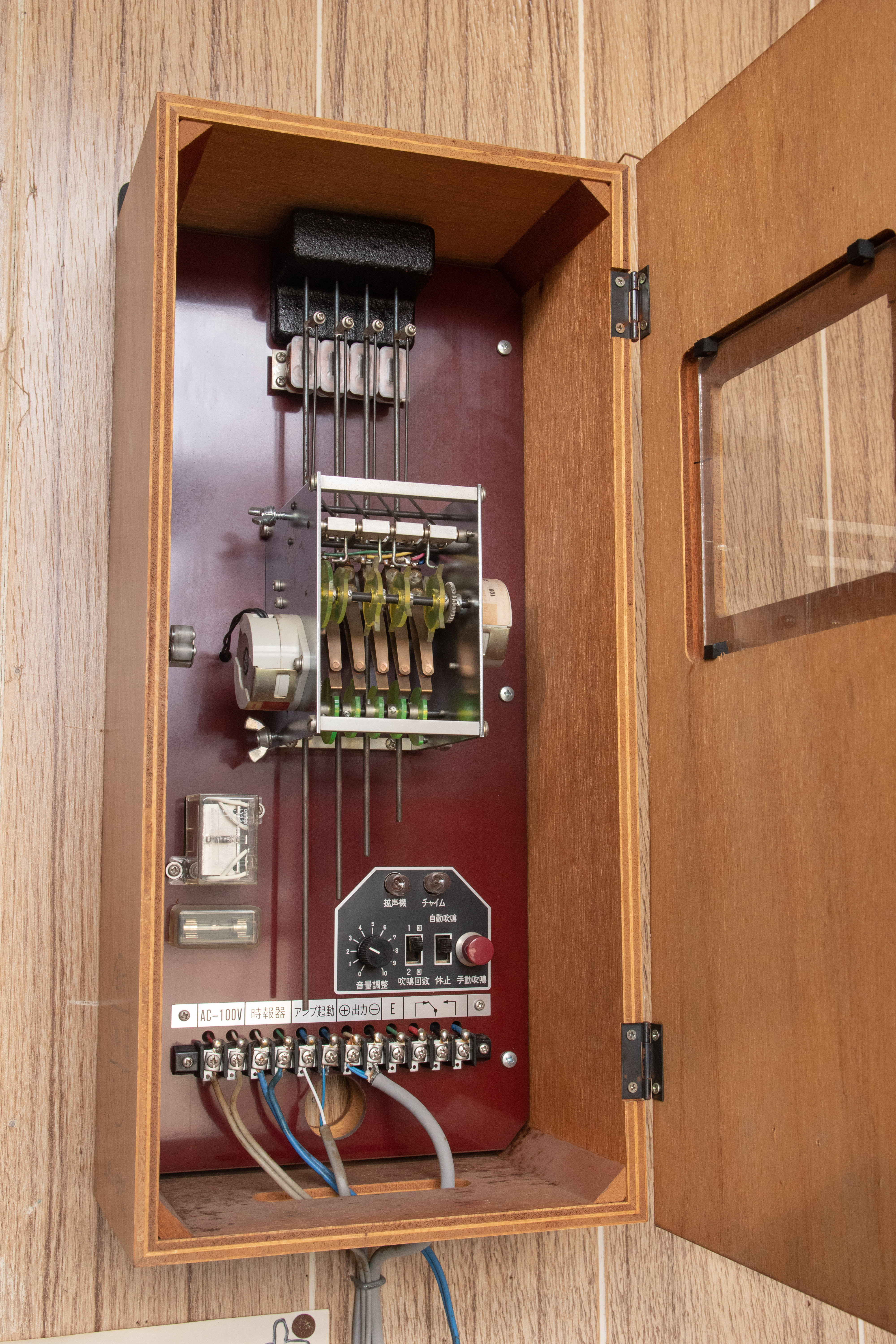
機械式チャイム
（茨城県・上岡小学校）

1950年代始めから中頃には、この時報時計と連動して動作する無終端にした磁気テープの再生装置が商品化、一時的に利用された。後にオルゴールもしくは棒状の鈴を槌打して鳴らし、音声信号として取り出し拡声できるようにした機械式チャイムが実用化され、学校や自治体・企業等の時報装置として普及した。
1970年代後半、電子機器の急速な進歩と生活様式の多様化はこれらの機器にも波及し、時報時計は水晶発振式に、キー操作やマークシートによるプログラムタイマーに進化し、チャイムも従来の鈴を打ち鳴らす純機械的な構造から電子チャイムになり、複雑なプログラム動作を簡単にかつ複数のメロディー奏鳴可能とした。
現在のベルタイマーは電子チャイムも内蔵しており、そのまま単体で時報装置として利用可能である。
当初の電子チャイムは合成音のため、音色や余韻の味わいは薄れてしまったが、サンプリング技術（PCM)で作られた電子チャイムは実際の機械式チャイムとほぼ同じである。近年機械式チャイムは製造されておらず、建物の新築や機器の更新により電子チャイムに置き換えられ、既設の機械式チャイムも現存するものが少なくなっている。
チャイムを動作させる装置を扱うにあたっては、チャイム動作のためのプログラムを作成することがある。プログラムを登録するためには、直接機械を操作して入力したり、マークシートを読み込ませたり、近年ではパーソナルコンピュータとつなぎ、コンピュータ上でプログラムを組んで使用するものもある。
学校や会社などの日々の日課（時程などともいう）は、1種類から数種類定められているのが普通であり、1度プログラムすれば、あとは毎日自動的に装置がチャイム音を鳴らす仕組みになっている。しかし、特別な行事等の関係で臨時に日課が変わると、プログラムが使用できなくなる。この場合、チャイム動作の担当者が、チャイム装置を手動制御してチャイムを鳴らしたり、チャイム装置を切って時間になると自らが鐘を持って鳴らして回るなどの措置を行うこともある（明治時代の学校で、時間になると小使いが鐘を鳴らしながら校内を歩き回ったのと同じ手法）。
チャイムの音は音程がわかりづらく、少々はずれていても気にならない、という特徴がある。文部省令の音階に準拠して調律製造されている機械式チャイムもあったが、そうでないものはただ鳴っているだけで音色に難があったり、こだました場合の重音に不協和音を生じる。

### 導入の経緯
終戦後しばらくは授業の開始・終了を知らせていたのは、振り鐘（ハンドベル）の音だったが、一部の生徒から空襲を知らせる半鐘を思い出すのでやめてほしいという要望が出たので、1954年に発明家の石本邦雄によって現在のチャイムが鳴る、ミュージックチャイムが開発された。曲名「ウェストミンスターの鐘」の「キンコンカンコン」というチャイムになったのは、石本によると当時イギリスのBBC放送のラジオ放送をよく聴いていて「ウェストミンスターの鐘」が流れていたため、チャイムに採用しようと思ったとのことである。このメロディを初めて日本で採用したのは大森第四中学校国語教師の井上尚美とも伝えられる。よって現在は、ベルは非常ベルでしか馴染みがない。更には訓練の場合、自動火災報知設備（自火報）ではなく非常用放送設備だけを使う場合もあるため（自火報を使うとスプリンクラーが作動し119番通報も自動でされてしまう）、サイレンしか聞いた事のない児童・生徒もいる。

### ノーチャイム
チャイムは時間管理の上で有効であるが、逆に、「自主的に時間を管理し行動することができなくなる」などの意見もある。このような意見を背景に、ノーチャイムに取り組む学校もある。ノーチャイムとは言葉通り、チャイムを鳴らさずに学校生活を行う取り組みである。チャイムを鳴らさない代わりに、全ての教室に時計を設置し、児童・生徒や教師は、時計を見て行動する（時計も設置せず、各自が腕時計などで確認しなければならない学校もある）。
時には子どもが時間を忘れて休み時間を遊んでしまう、教師が時間を忘れて授業してしまって大幅に休み時間に食い込んで生徒からブーイングを受けることもあるが、「自然と5分前行動が身についた」「時間の余裕を考えて行動することで、むしろゆとりができた」「授業の終末が若干延びてしまいそうなときに、チャイムで授業を打ち切られることがない」などの利点も挙げられている。いずれにせよ、児童・生徒や教師が「時計」を意識して行動するという目標は十分達成されていると言えよう。
上記と異なる理由で、特別行事がある際もノーチャイムになることがある。他にも完全週休2日制実施前はプログラムの都合（休日にチャイムが鳴ることを防ぐため）で土曜日のみノーチャイムを実施していた学校もあった。

## 代表的なチャイムの旋律
- ウェストミンスターの鐘
ビッグ・ベンの鐘のメロディの正式名称。「キーンコーンカーンコーン…」などと表される、4つの音で奏でられる、日本において学校や職場などで多く使用される始業・終業等のチャイムの音階の基になったものとされる。ドミレソ・ドレミド・ミドレソ・ソレミド。ソは下のソ。
- セントミカエルチャイム
ドイツ・ハンブルクの聖ミカエル教会の鐘の音が由来。
- ピンポンパンポン
移動ドでド・ミ・ソ・ド、最後のドは最初のドの1オクターヴ上。
- ドヴォルザーク：交響曲第9番 第2楽章
日本国内においては「家路」「遠き山に日は落ちて」で知られる、イングリッシュホルンによる主部の主題。夕刻に鳴らされる旋律の一つとして知られる。
- アマリリス
フランス国王ルイ13世が作曲したと伝えられる。日本放送協会のみんなのうたで紹介された。
- 野ばら
ハインリッヒ・ヴェルナー作曲の『野ばら』は、日本では、そのメロディがアレンジされ、地方自治体の防災行政無線のチャイムや、企業の事業所等での始業・終業時におけるチャイムなどとしても使われている。

など